# Ludwig Lugmeier

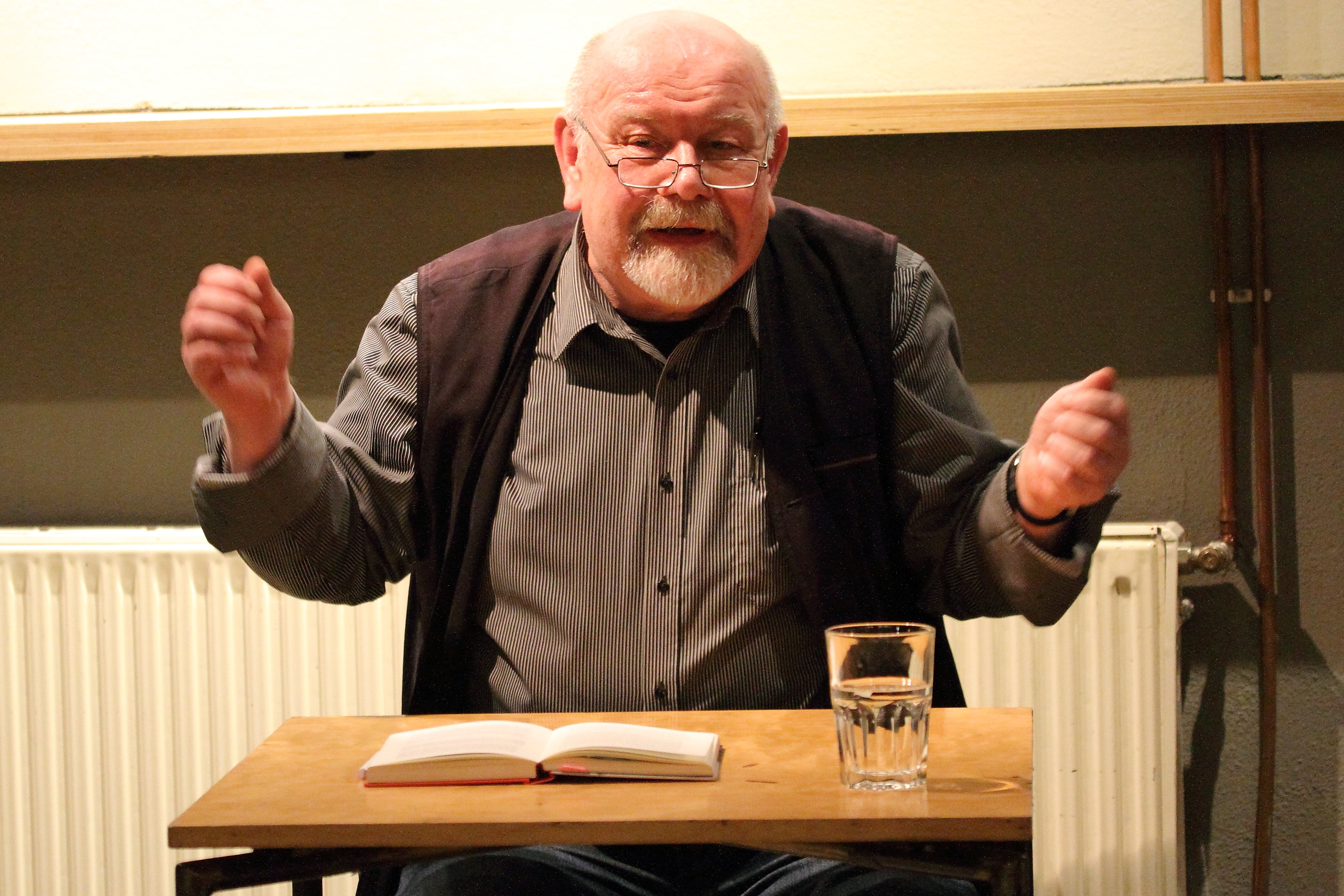
Ludwig Lugmeier erzählt und liest aus seinem Faktenroman Die Leben des Käpt´n Bilbo (2018)

Ludwig Lugmeier (* 31. Juli 1949 in Kochel am See in Oberbayern) ist ein deutscher Schriftsteller und Bankräuber.

## Leben
Aufgewachsen als Sohn eines Maurers im Nachkriegsdeutschland und angeregt durch Piratengeschichten, Filme und Bücher (wie beispielsweise die Abenteuergeschichten von B. Traven) entschloss sich Lugmeier bereits als Kind den Lebenslauf eines Gangsters einzuschlagen. Mit 14 Jahren begann er auf Drängen seines Vaters ebenfalls eine Maurerlehre, verübte aber bereits zu dieser Zeit kleinere Einbrüche, die ihm eine Jugendstrafe von 10 Monaten einbrachten.
Er flieht aus der Jugendstrafanstalt, fährt als Anhalter nach Italien und versucht vergeblich in Palermo bei der Mafia anzuheuern. Nach seiner Rückkehr in die Heimat kommt er bei einem Zirkus als Bärendompteur unter, wird aber bald wieder von der Polizei aufgegriffen. Zu diesem Zeitpunkt beginnt er im Gefängnis mit ersten Schreibversuchen. Nach seiner Haftentlassung heuert er 1967 auf einem Schiff nach Nordafrika an. Er strandet in Takoradi, wird dort aber ausgewiesen und gelangt über Istanbul nach Afghanistan, wo er beim Versuch, eine Karriere als Heroinschmuggler zu beginnen, scheitert. Zurück in Deutschland wird er in München nach dem Diebstahl einer Madonnenfigur aus einer Kirche erneut verurteilt und gerät in das Umfeld von Hans Georg Rammelmayr, der 1971 – anders als sein Partner Dimitri Todorov – bei der ersten großen Geiselnahme in der Bundesrepublik erschossen wird.

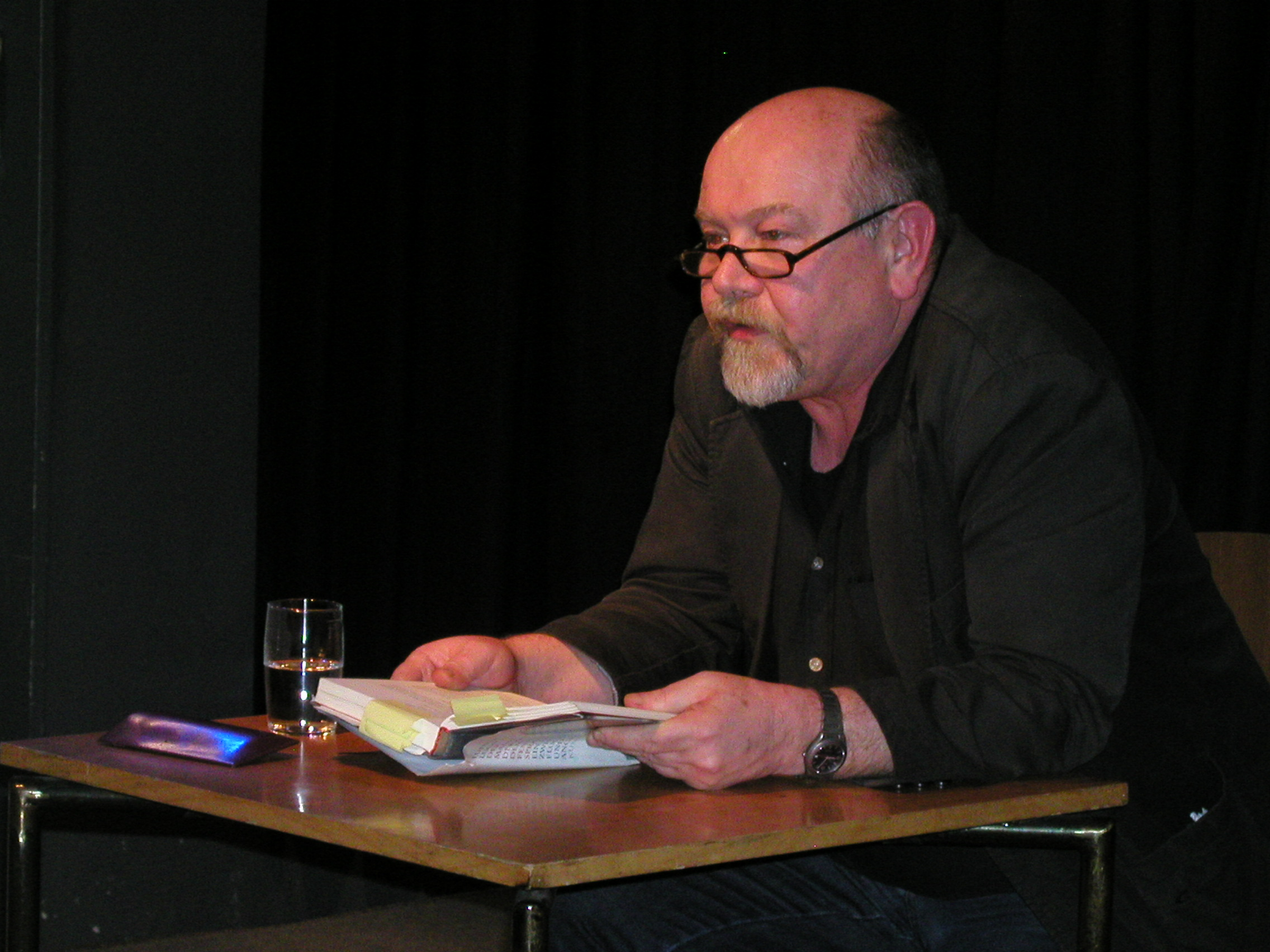
Ludwig Lugmeier bei einer Lesung im club W71 (2006)

Zur Zeit der Geiselnahme von München während der Olympischen Spiele 1972 gelingt ihm mit seinen Komplizen ein Überfall auf einen Geldtransporter in München. Es folgt eine Flucht durch ganz Europa und ein erneuter aufsehenerregender Raubüberfall auf einen Geldtransport der Landeszentralbank in Frankfurt am Main. Sein Weg führt ihn nach Mexiko, wo er 1974 von Reportern des Stern ausfindig gemacht wird. Dies führt zu seiner Verhaftung und der Auslieferung nach Deutschland. Im Oktober 1975 beginnt in Frankfurt der Prozess gegen ihn und seinen Komplizen Gerhard Linden. Am 4. Februar 1976 gelingt Lugmeier während seiner Gerichtsverhandlung die spektakuläre Flucht durch ein offenes Fenster des Gerichtsgebäudes. Er baut sich mit dem geraubten Geld unter dem Namen John Michael Waller eine Existenz auf. Von England gelangt er über die Bahamas und Rio de Janeiro nach Reykjavík, wo er müde und ausgebrannt erneut verhaftet wird.
Während seiner Haft von 1977 bis 1989 beginnt er ernsthaft zu schreiben. Es entstehen Tagebücher, Porträts seiner Mithäftlinge, Gedichte und Geschichten. Heute lebt er als Schriftsteller, Radio-Essayist und Märchenerzähler in Berlin. Nachdem er genügend Abstand zu seinen Abenteuern gewonnen hat, vereint er 2005 in seiner Autobiographie literarisch „die zwei Bilder, die von mir in der Öffentlichkeit existieren – Gangster und Schriftsteller …“.
2009 erwirbt Imbissfilm die Rechte an der Geschichte, um einen Kinofilm zu produzieren.
In seinem 2017 veröffentlichten „Faktenroman“ Das Leben des Käpt’n Bilbo behandelt er die Lebensgeschichte des als Hugo Cyrill Kulp Baruch 1907 in Berlin geborenen und 1967 dort gestorbenen Jack Bilbo. Der aus wohlhabendem jüdischen Elternhaus stammende Bilbo schlug sich unter wechselnden Identitäten und fiktiven Rollen durchs Leben. Er war zu seiner Zeit ein gefeierter Schriftsteller, provokativer Maler, Galerist und Kneipier. Bilbo war unter anderen mit Kurt Schwitters, Max Schmeling und Henry Miller befreundet.
Auch im Feuilleton von Tagesmedien meldet Lugmeier sich zu Wort, so in der linken jungen Welt oder in der taz.

## Werke

### Schriften
- Flickstellen. Mink, Speyer 1988, ISBN 3-923034-02-4.
- Wo der Hund begraben ist. Stroemfeld / Roter Stern, Basel 1992, ISBN 3-87877-407-9.
- i. Ackerpresse, Berlin 1998[5]
- Der Mann der aus dem Fenster sprang. Kunstmann, München 2005, ISBN 3-88897-410-0.
  - Neu erschienen als Taschenbuch bei: Heyne, München 2008, ISBN 978-3-453-81059-4.
- Die Leben des Käpt’n Bilbo. Faktenroman. Verbrecher Verlag, Berlin 2017, ISBN  978-3-95732-279-1.

### Hörspiele und Features
- 2006: Einundzwanzig Schuss Salut für Käpt’n Bilbo – Die Geschichte des Hugo Cyrill Kulp Baruch – Regie: Jürgen Dluzniwski (Feature – MDR)

### Hörbuch
- Der Mann der aus dem Fenster sprang. (Gelesen vom Autor. Musik Torsten Papenheim.) Kunstmann, München 2005, ISBN 3-88897-410-0